# Tsai Pei-ying
Tsai Pei-ying (蔡佩穎T, Cài PèiyǐngP; Kaohsiung, 8 ottobre 1976) è un'ex cestista taiwanese.

## Carriera
Con Taiwan ha disputato i Campionati mondiali del 2002.